# Université des arts de Berlin
Pour les articles homonymes, voir Université des arts et HDK.
Ne doit pas être confondu avec l'Académie des arts de Berlin (Akademie der Künste)
 (novembre 2023).
Si vous disposez d'ouvrages ou d'articles de référence ou si vous connaissez des sites web de qualité traitant du thème abordé ici, merci de compléter l'article en donnant les références utiles à sa vérifiabilité et en les liant à la section « Notes et références ».
L'université des arts de Berlin (Universität der Künste Berlin, officiellement abrégée en UdK, précédemment Hochschule der Künste Berlin ou HDK) est la plus ancienne des universités de Berlin, ses racines institutionnelles remontent à 1696. C'est une école publique d'art et de design, et l'une des quatre universités de recherche de la ville.
Il s'agit d'une des plus grandes écoles d'art au monde. Elle regroupe quatre écoles spécialisées dans les beaux-arts, l'architecture, les médias et le design, la musique et les arts du spectacle, qui accueillent environ 3 500 étudiants. L'UdK est l'une des seules universités allemandes à réunir les écoles d'art et de musique au sein d'un même établissement. L'enseignement dispensé dans les quatre écoles englobe tout le spectre des arts et des études universitaires connexes dans plus de 40 cours. Étant habilité à décerner des doctorats et établir des contrats post-doctorants, l'université des arts de Berlin est une des rares écoles d'art d'Allemagne à avoir le statut d'université à part entière.
Dans le domaine des arts visuels, l'université est connue pour la difficulté de son concours d'entrée. Le nombre de candidats a néanmoins augmenté au fil des ans en raison du rôle important que joue Berlin dans l'innovation culturelle à l'échelle mondiale.

## Histoire
Les origines de l'université remontent à la fondation de l'Academie der Mal, Bild und Baukunst (Académie de peinture, d'art plastique et d'architecture), la future Académie prussienne des Arts, sous l'impulsion du prince-électeur Frédéric III de Brandebourg.
En 1975, notamment pour des raisons budgétaires, la Hochschule für bildende Künste (École supérieure des beaux-arts) et la Staatlichen Hochschule für Musik und darstellende Kunst (École d'État pour la musique et l'art de la scène) fusionnent pour donner naissance à l'Universität der Künste Berlin (Université des arts de Berlin).

## Différents sites
L'université est répartie sur une quinzaine de sites et ne possède pas de campus à proprement parler. Le bâtiment principal se trouve au 33 de la Hardenbergstraße, près de la gare Zoologischer Garten mais on trouve des annexes à l'ancien Institut royal de musique sacrée, dans l'ancien lycée Joachimsthalsches Gymnasium, dans l'ancienne école publique d'optique et de technique photographique et dans la bibliothèque universitaire Volkswagen notamment.

## Enseignement
Plus de 70 cursus sont proposés à l'UdK Berlin. Les principaux diplômes dispensés sont le Bachelor of Arts et le Master of Arts. L'université propose également des cursus liés à l'enseignement ainsi que des cursus de doctorant.
La faculté ne forme pas seulement des artistes, mais également des enseignants d'art pour différents niveaux scolaires. Elle propose également une filière master « Art in Context ». À l'exception de ce dernier, tous les cursus commencent par un enseignement de base de deux semestres qui sert de base aux études ultérieures dans une classe spécialisée.
L'université est composée de quatre facultés, chacune comprenant diverses spécialités.

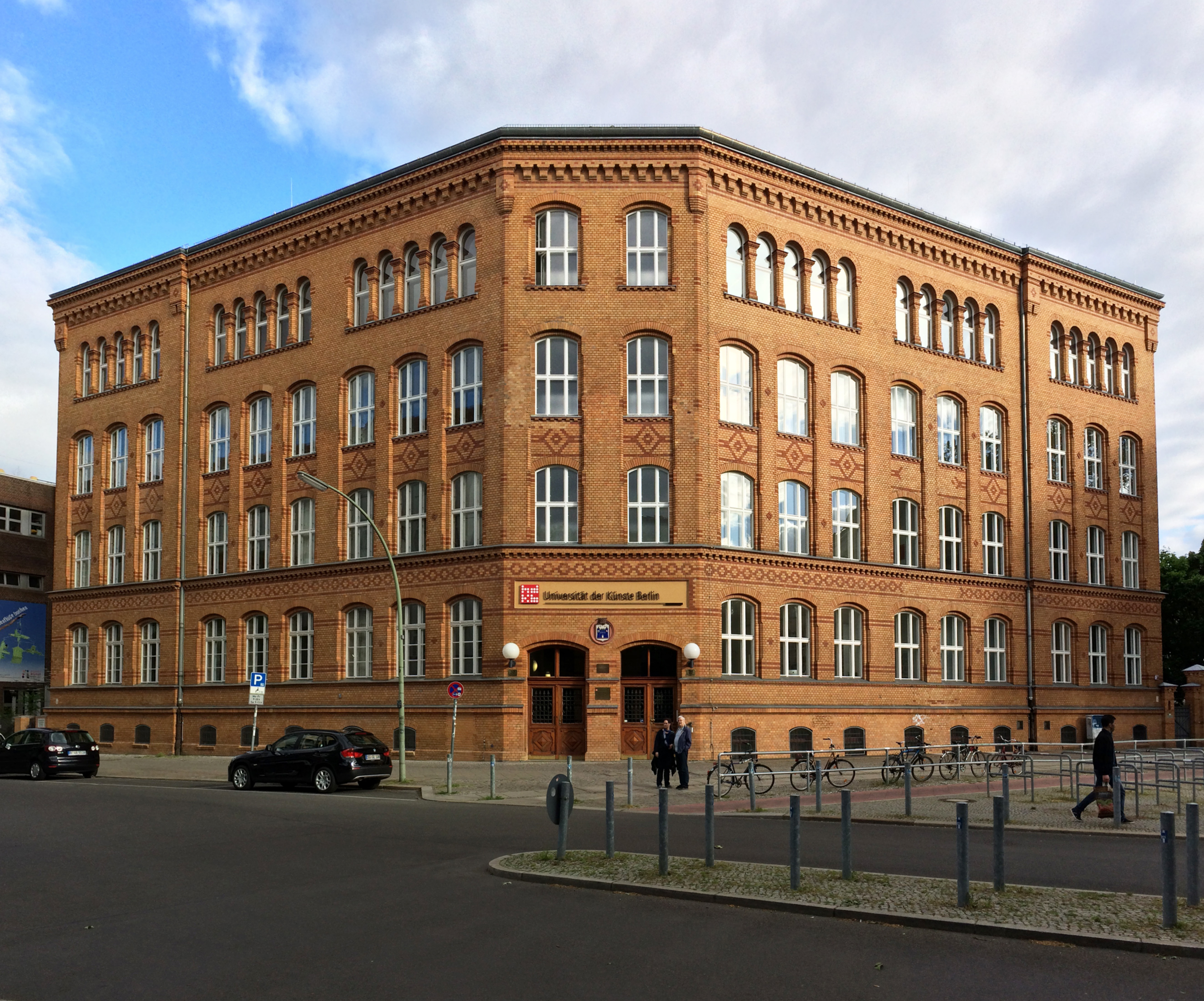
Faculté de design.
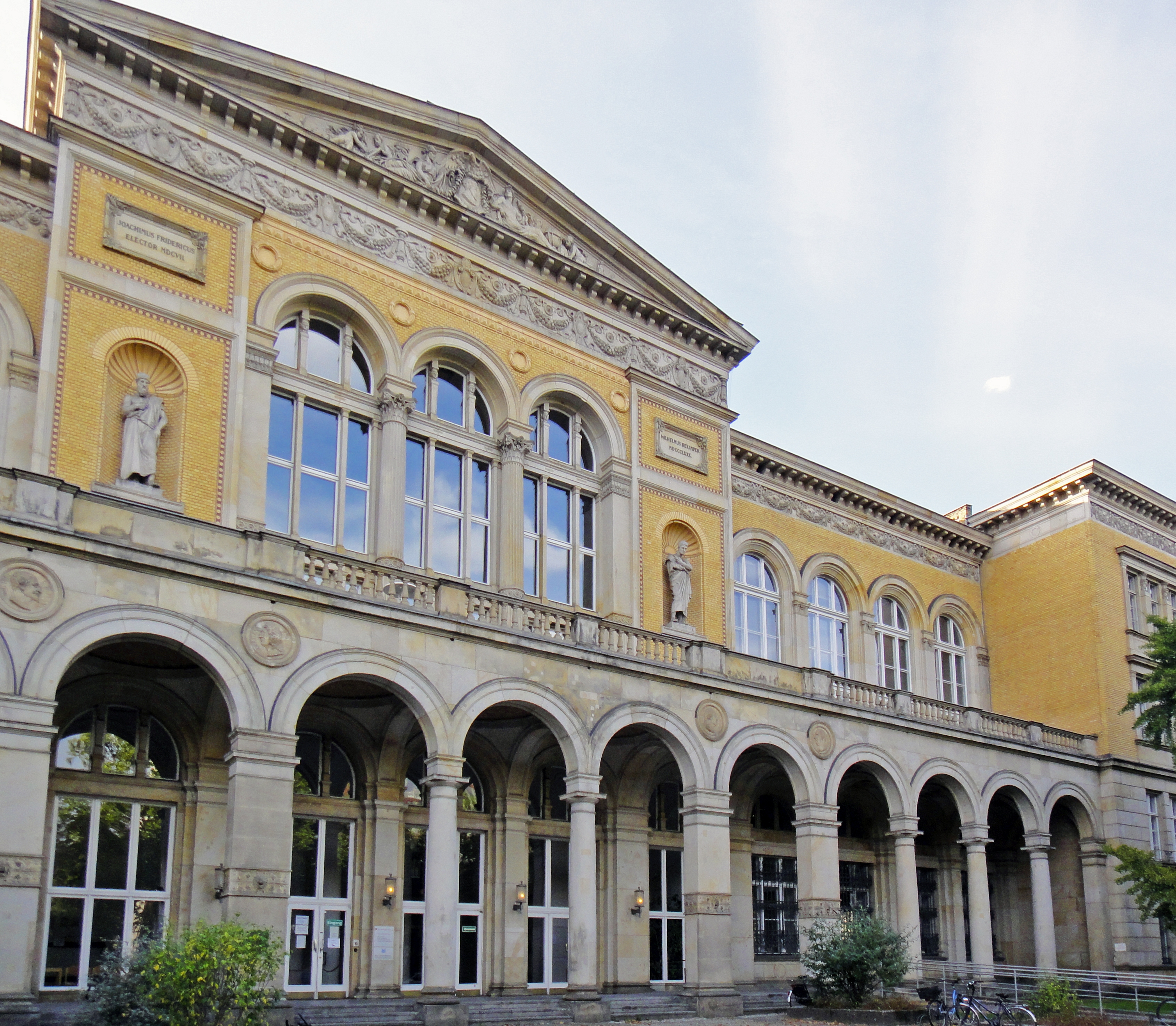
Faculté de musique.
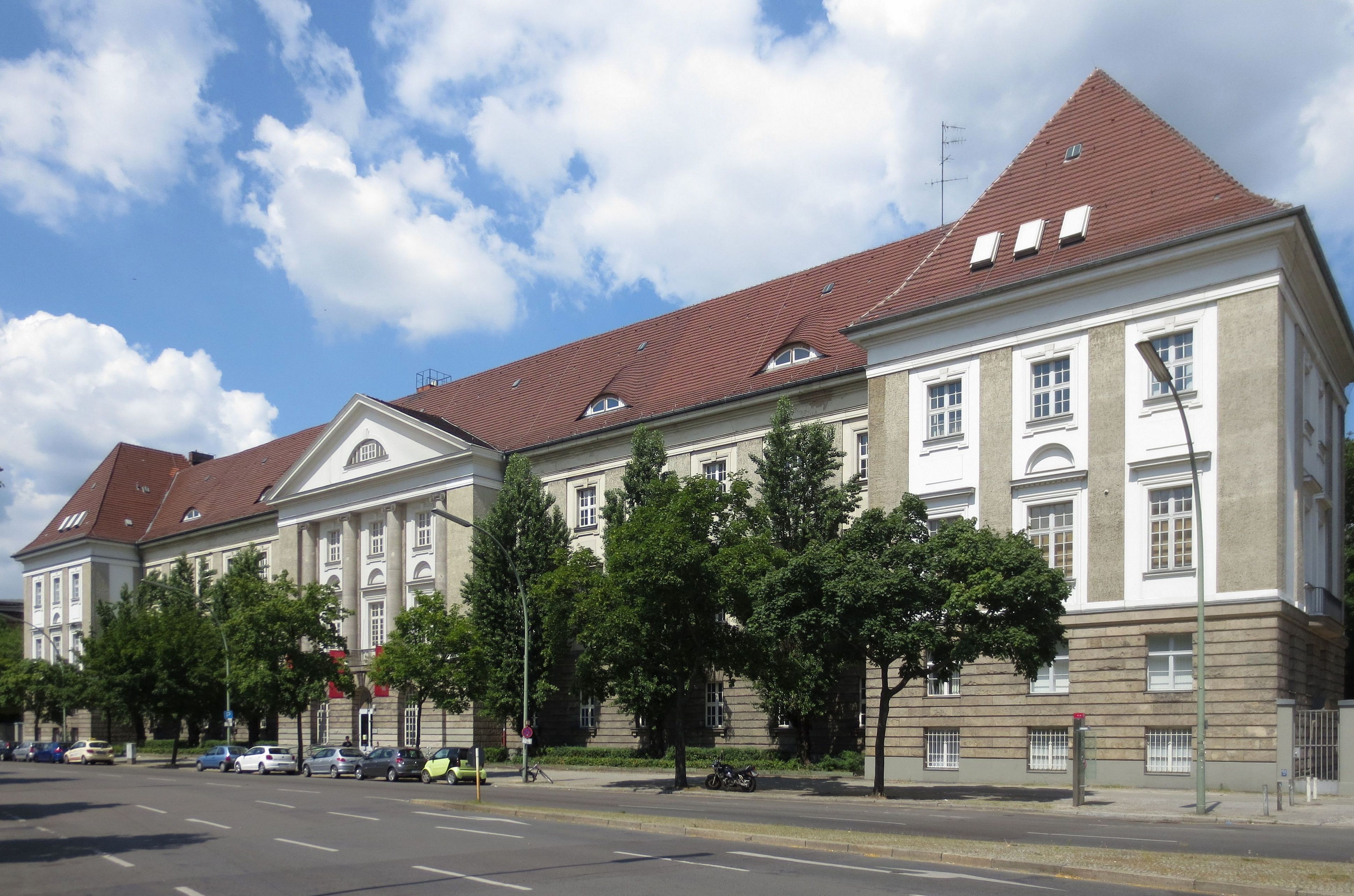
Media House.
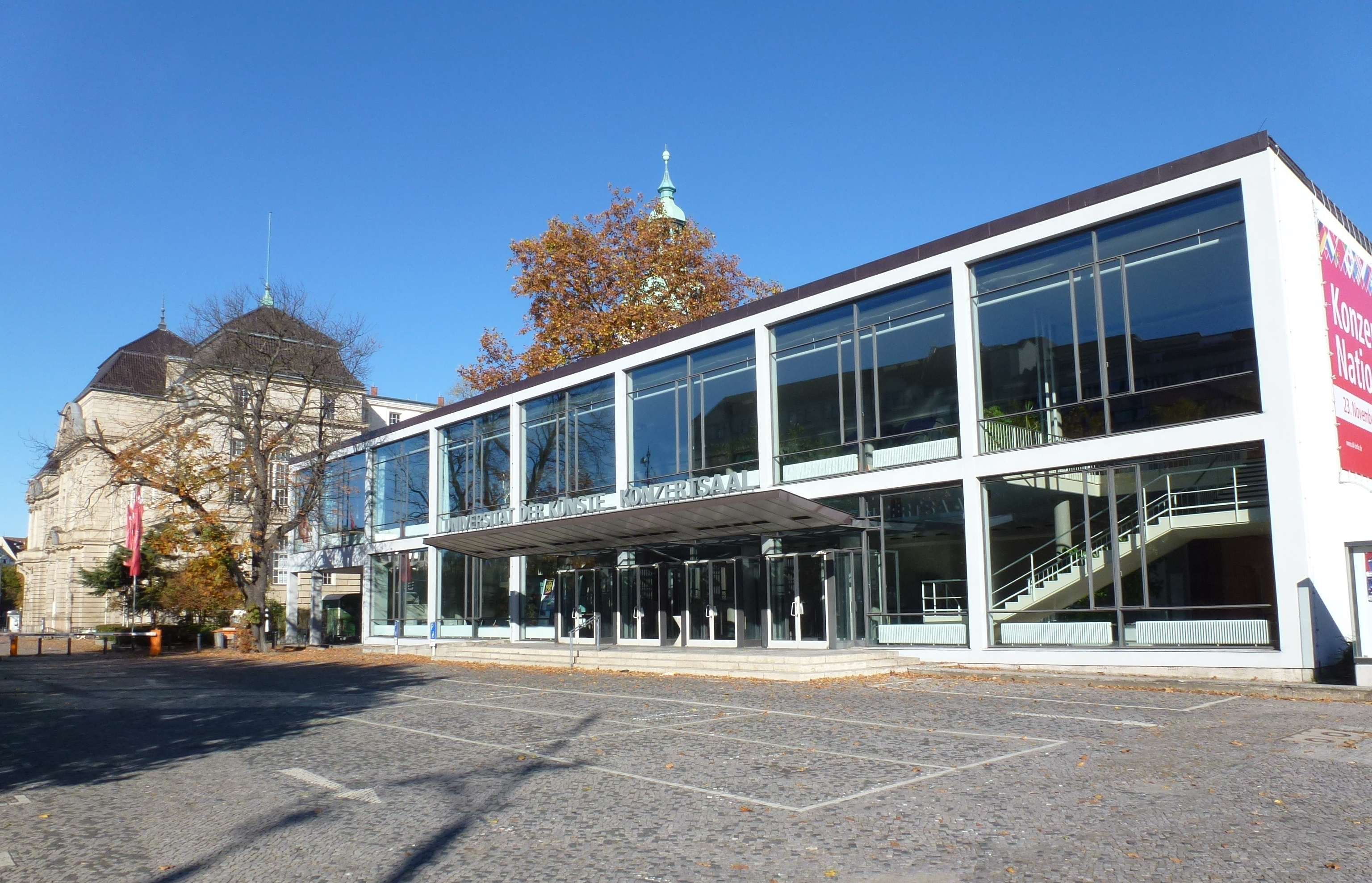
Salle de concert de l'université.

### Design
- Mode
- Design de produits
- Architecture
- Communication visuelle
- Communication sociale et commerciale
- Arts et médias

### Musique
- Instruments d'orchestre
- Instruments à clavier
- Direction d'orchestre
- Direction de chœur
- Composition
- Musique sacrée
- Musique ancienne
- Ingénieur du son
- Enseignent de la musique
- Formation artistique et pédagogique
- Musicologie et pédagogie musicale
- Jeu instrumental (promotion de la relève de l'Institut Julius Stern)

### Arts du spectacle
- Chant, art lyrique
- Théâtre
- Comédie musicale et spectacle
- Décor de théâtre
- Création de costumes
- Écriture scénique
- Pédagogie du théâtre
- Enseignement du théâtre
- Chant (promotion de la relève de l'Institut Julius Stern)

### Arts plastiques
- Peinture
- Graphisme
- Sculpture
- Nouveaux médias

## Autres activités

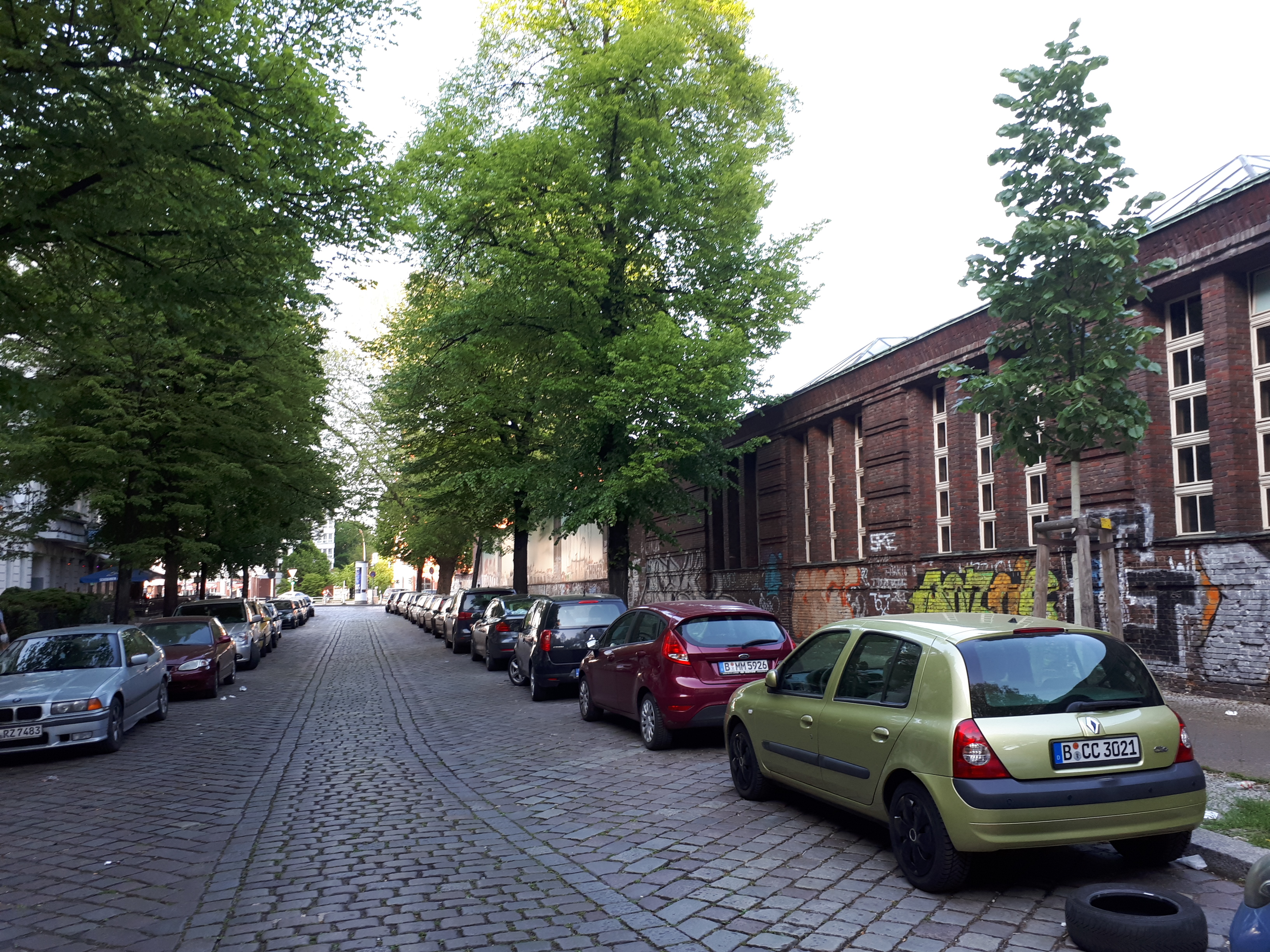
École de danse.

Le centre inter-universitaire de danse propose des études de danse, de contexte et de chorégraphie.
Le Jazz-Institut de Berlin propose des études de jazz en bachelor, master et master international.
L'UdK Berlin Career College, créé en 2007, propose des formations continues en musicothérapie, leadership dans la communication numérique et arts du son ainsi que d'autres cours alternatifs.
Depuis 2020, l'UdK coopère avec l'Université technique de Berlin dans le cadre du master « Design & Computation » orienté vers la recherche. Il s'agit du premier cursus interdisciplinaire proposé conjointement par l'UdK Berlin et la TU Berlin.
La plateforme hybride pour la mise en réseau des sciences et des arts, créée en 2008, est installée à l'UdK Berlin et à l'Université technique (TU) depuis 2011.

## Professeurs et étudiants notoires
- Arnold Schönberg
- Georg Baselitz
- Tony Cragg
- Antonio Piedade da Cruz
- Björn Dahlem
- Pascal Devoyon
- Lilli Engel
- Valérie Favre
- Sofia Falkovitch
- Heide Görtz
- Elisabeth Grümmer
- Klaus Hellwig
- Fons Hickmann
- Karl Hofer
- Leiko Ikemura
- Joseph Joachim
- Julie Kaufmann
- Marcel Johannes Kits
- Ingeborg Kuhler
- Mark Lammert
- Elena Lapitzkaïa
- Josephine  Meckseper
- Aurèle Nicolet
- Verena Peter
- Joseph Pearson (écrivain)
- Trude Petri
- Antonio Piedade da Cruz
- Daniel Richter
- Peter Pongratz
- Max Rostal
- Jacques Rouvier
- Katharina Sieverding
- Katharina Szelinski-Singer
- Vivienne Westwood